# Pandanus estellae
Pandanus estellae — викопний вид квіткових однодольних рослина сучасного роду пандан (Pandanus). Існував у ранньому олігоцені в Австралії. Описаний зі скам'янілого плода, що знайдений у селі Капелла у Квінсленді.